# 大塩村 (福島県)
大塩村（おおしおむら）は福島県耶麻郡にかつて存在した村である。

## 地理
現在の北塩原村の中部に位置する。

## 歴史

### 村域の変遷
- 1889年（明治22年）4月1日 - 町村制施行により、大塩村が単独で村制施行し耶麻郡大塩村が発足。
- 1954年（昭和29年）3月31日 - 大塩村は北山村・檜原村とともに合併し北塩原村が発足。大塩村は消滅。

変遷表
| 1868年 以前 | 1868年 以前 | 明治8年 | 明治22年 4月1日 | 昭和29年 3月31日 | 現在     |
| ----------- | ----------- | ------- | --------------- | ---------------- | -------- |
|             | 大塩村      | 大塩村  | 大塩村          | 北塩原村         | 北塩原村 |
|             | 上川前村    | 大塩村  | 大塩村          | 北塩原村         | 北塩原村 |
|             | 下川前村    | 大塩村  | 大塩村          | 北塩原村         | 北塩原村 |

## 人口・世帯

### 人口
総数 [単位： 人]
| 1889年（明治22年） | 1,002 |
| 1920年（大正 9年） | 1,269 |
| 1947年（昭和22年） | 1,658 |

### 世帯
総数 [単位： 世帯]
| 1920年（大正 9年） | 199 |
| 1947年（昭和22年） | 239 |